# Onthophagus mjobergi
Onthophagus mjobergi är en skalbaggsart som beskrevs av Gillet 1925. Onthophagus mjobergi ingår i släktet Onthophagus och familjen bladhorningar. Inga underarter finns listade i Catalogue of Life.